# Новосельцев Іван Євгенійович
Іван Євгенійович Новосельцев (рос. Иван Евгеньевич Новосельцев, нар. 25 серпня 1991, Москва) — колишній російський футболіст, грав на позиції захисника.
Виступав, зокрема, за «Торпедо» (Москва) та «Ростов», а також національну збірну Росії.

## Клубна кар'єра
Народився 25 серпня 1991 року в місті Москва. Вихованець футбольної школи клубу «Хімки». Після випуску починав свою кар'єру в молодіжній команді «Хімки», яка виступала в аматорській лізі. У 2011 році підписав перший професійний контракт з основною командою «Хімки», яка грала тоді в Першості ФНЛ, і пішов в оренду в клуб другого дивізіону «Істра». У складі «Істри» Іван провів 17 матчів і привернув увагу московського «Торпедо», що виступав на той момент в ФНЛ. У 2012 році Новосельцев підписав з «Торпедо» трирічний контракт. У 2014 році «Торпедо» стало бронзовим призером ФНЛ, що дозволило команді повернутися в Прем'єр-лігу. Його дебют у Прем'єр-лізі відбувся 2 серпня 2014 року у виїзному матчі проти ЦСКА. Всього у складі чорно-білих Новосельцев провів 38 матчів і забив один гол.
12 січня 2015 року Новосельцев перейшов в «Ростов», підписавши контракт до кінця сезону 2018/19. У сезоні 2015/16 став срібним призером чемпіонату Росії у складі ростовчан.
30 липня 2016 року забив перший м'яч Чемпіонату Росії з футболу сезону 2016/17 у ворота «Оренбурга», який став першим голом Новосельцева і за «Ростов». Всього в складі «Ростова» провів 46 матчів і забив 2 голи.
31 серпня 2016 року перейшов у «Зеніт» (Санкт-Петербург). Відтоді встиг відіграти за санкт-петербурзьку команду 5 матчів в національному чемпіонаті.

## Виступи за збірну
Іван ніколи не грав за збірну Росії на юнацькому чи молодіжному рівнях. Дебютував у національній збірній 31 березня 2015 року в товариському матчі проти збірної Казахстану (0:0). Наразі провів у формі головної команди країни 5 матчів.

## Особисте життя
В даний час Іван одружений з баскетболісткою Катериною Новосельцевою (Кейру). Пропозицію Іван зробив їй під проливним дощем на полі стадіону «Олімп-2» в Ростові-на-Дону 20 квітня 2015 року після переможного для «Ростова» матчу з «Торпедо». Весілля відбулося 24 жовтня 2015 року.